# Statuia lui Nicolaus Olahus din Sibiu

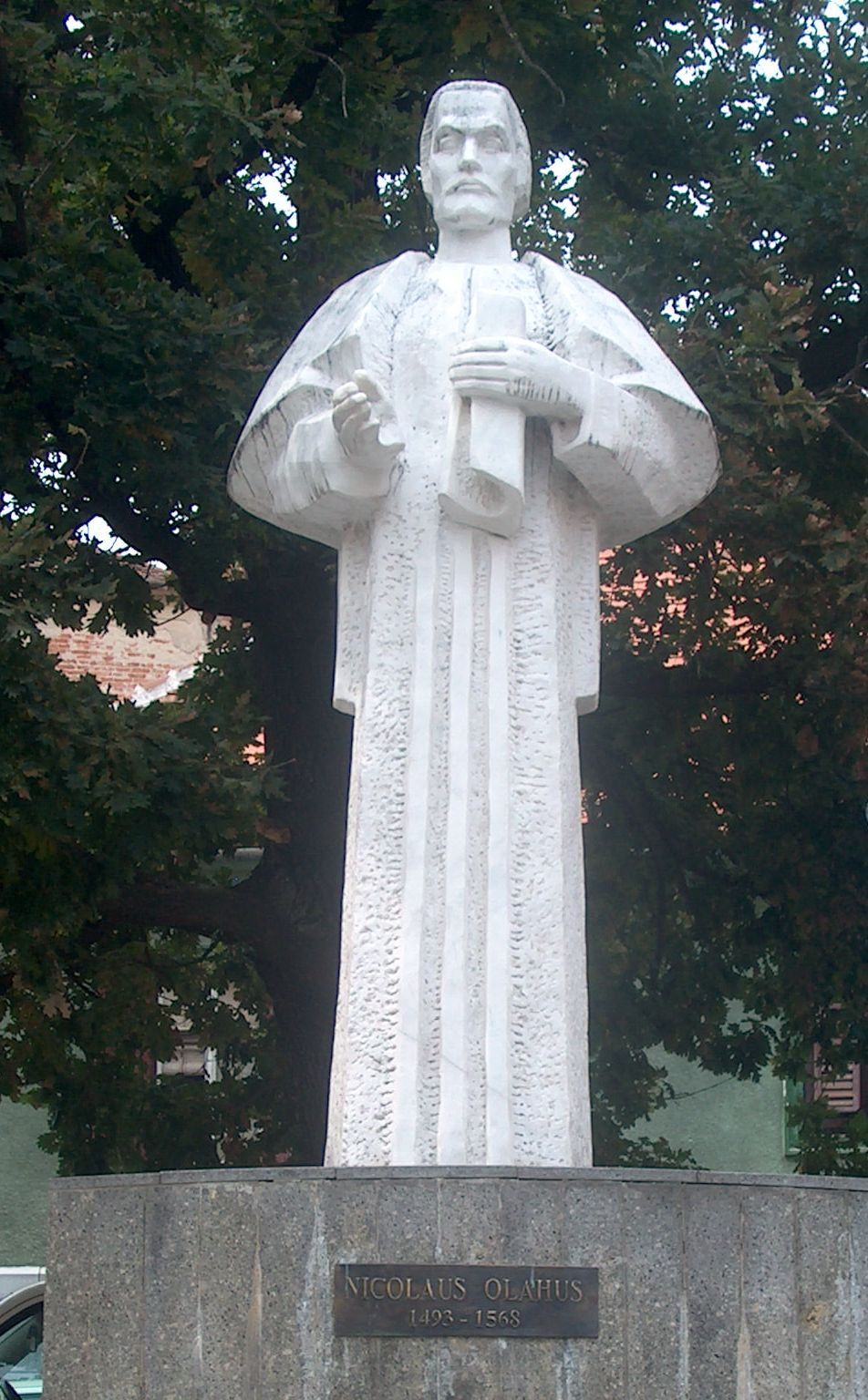
Statuia lui Nicolaus Olahus din Sibiu

Statuia lui Nicolaus Olahus din Sibiu este un monument de piatră închinat istoriografului și omului politic româno-maghiar Nicolaus Olahus (1493-1568), care a fost realizat în anul 1996 de sculptorii Călin Baciu și Septimiu Enghiș. Monumentul se află amplasat la întretăierea străzilor Gheorghe Magheru și Avram Iancu, în fața Bisericii Ursulinelor din Sibiu.

## Istoric

### Nicolaus Olahus
Nicolaus Olahus s-a născut la 10 ianuarie 1493, în Sibiu. Provenea dintr-o familie mixtă româno-maghiară. Tatăl său, Ștefan, originar din Orăștie și înrudit cu domnitorul muntean, deținea funcții de conducere pe domeniile regale. Mama sa, Borbála Huszár, era înrudită cu familiile Bogáthi și Gerendi, familii la rândul lor înrudite cu familia lui Hunyadi János / Ioan de Hunedoara, voievodul Transilvaniei. Denumirea de Olahus trimite la originea etnică (română) din partea tatălui.
În anii tinereții sale (circa 1522-1526), Olahus a fost consilier al regelui Ludovic al II-lea și mai ales al reginei Maria a Ungariei, totodată regentă a Olandei, deținând funcția de secretar-consilier la curtea regală. A îndeplinit mai multe funcții administrative în Regatul Ungariei, fiind guvernator al Țărilor de Jos (1531-1542) și apoi cancelar regal. Este autorul mai multor lucrări cu caracter istoriografic, publicate în limba latină: Hungaria et Attila, Genesis filiorum Regis Ferdinandi, Ephemerides și Brevis descriptio vitae Benedicti Zerchsky.
Fiind preot romano-catolic, Olahus a fost ales episcop de Agram (Zagreb) (1543-1548), episcop de Eger (1548-1553) și apoi arhiepiscop de Strigoniu (1553-1568) și prin aceasta primat al Bisericii Romano-Catolice din Regatul Ungariei. În această ultimă calitate, l-a încoronat pe Maximilian ca rege al Ungariei. 
A murit la 15 ianuarie 1568, la Pozsony (astăzi Bratislava).

### Ridicarea statuii
Statuia lui Nicolaus Olahus a fost realizată în anul 1996 de sculptorii Călin Baciu și Septimiu Enghiș.  Ea a fost amplasată în fața Bisericii Ursulinelor din Sibiu. 
În primii 10 ani de la inaugurare, statuia lui Nicolaus Olahus a fost vopsită cu graffiti, fiind necesară revopsirea pietrei pentru a îndepărta inscripțiile obscene.